# Video Disk Recorder
Video Disk Recorder (VDR) è un software per Linux sviluppato sotto licenza GPL che consente di trasformare un normale personal computer in un ricevitore satellitare (DVB-S) e digitale terrestre (DVB-T) con funzionalità di personal video recorder.

## Requisiti
L'hardware comunemente utilizzato da VDR è IBM compatibile, nonostante ciò, è possibile utilizzarlo anche con altre architetture hardware.
I requisiti minimi delle prime versioni (1.0x) erano molto limitati: processore Pentium 133 MHz, 32 MB di RAM, un Hard Disk da pochi GByte (quanto basta per l'installazione di una distribuzione linux) e una scheda satellitare comunemente conosciuta fra gli appassionati come Premium o FF (full feature), prodotta in varie versioni con marchi diversi (TechnoTrend, Fujitsu Siemens Computers, Hauppauge) con decoder MPEG ed uscita TV integrati a bordo.
Le ultime versioni richiedono maggiori risorse hardware, tuttavia un sistema basato su di un vecchio Pentium 3 ad 1 GHz, 128Mb di RAM ed un Hard Disk da un centinaio di GByte si possono considerare all'altezza per realizzare un box completo.
Dal punto di vista software il tutto ruota intorno al sistema operativo Linux ed il progetto Linux TV (che sviluppa il supporto per le schede dvb sotto Linux).

## Caratteristiche principali di VDR
- interattività gestita tramite menù on-screen display e telecomando
- gestione canali tv/radio praticamente illimitata
- visione di un programma e registrazione contemporanea del medesimo
- visione di un programma e registrazione di più programmi tv/radio contemporaneamente (n.b. con una sola scheda dvb-s è possibile registrare solo dal medesimo trasponder satellitare, con 2 o più schede dvb è possibile la registrazione contemporanea da più fonti)
- integrazione tra dvb-s e dvb-t: aggiungendo una scheda dvb-t è possibile vedere anche i canali trasmessi dal digitale terrestre (n.b. per i canali dtt non è gestita l'interattività tramite MHP)
- registrare uno o più programmi contemporaneamente e vederne uno preregistrato
- compatibilità con le pay tv (n.b.: funzionalità che richiede la presenza del modulo CI e una CAM compatibile con il sistema di codifica utilizzato dal provider)

## Plugin
Una della caratteristiche più interessanti di VDR è la possibilità di essere espanso tramite l'aggiunta di numerosi plugins. La comunità di appassionati e sviluppatori ha dato origine a decine e decine di plugin.

## Patch
La filosofia aperta di VDR consente a chiunque di ampliarne le caratteristiche tramite delle patch:
- BigPatch : raccoglie molte (oltre 30) della patch più interessanti per VDR: in particolare la LiveBuffer Patch estende le funzionalità di PVR introducendo la possibilità di gestire una trasmissione in diretta come se fosse una registrazione.
- VDR Extensions Patch : simile alla precedente, ha un sistema di compilazione condizionata che consente di selezionare quali patch applicare. A detta di alcuni utenti la BigPatch è più stabile.

## Decodifica MPEG
Il flusso dati MPEG, proveniente dalla scheda DVB, richiede una decodifica per poter essere visualizzato. Questa decodifica può essere effettuata in hardware da un apposito chip (decoder) oppure via software

### Decodifica hardware (schede Premium/FF)
Di norma il flusso viene decodificato dal chip MPEG presente sulla scheda dvb (della famiglia Premium/FF) e reso disponibile in formato analogico sull'uscita TV. In questo caso la scheda dvb ha una doppia funzione: è sia periferica di input che periferica di output.

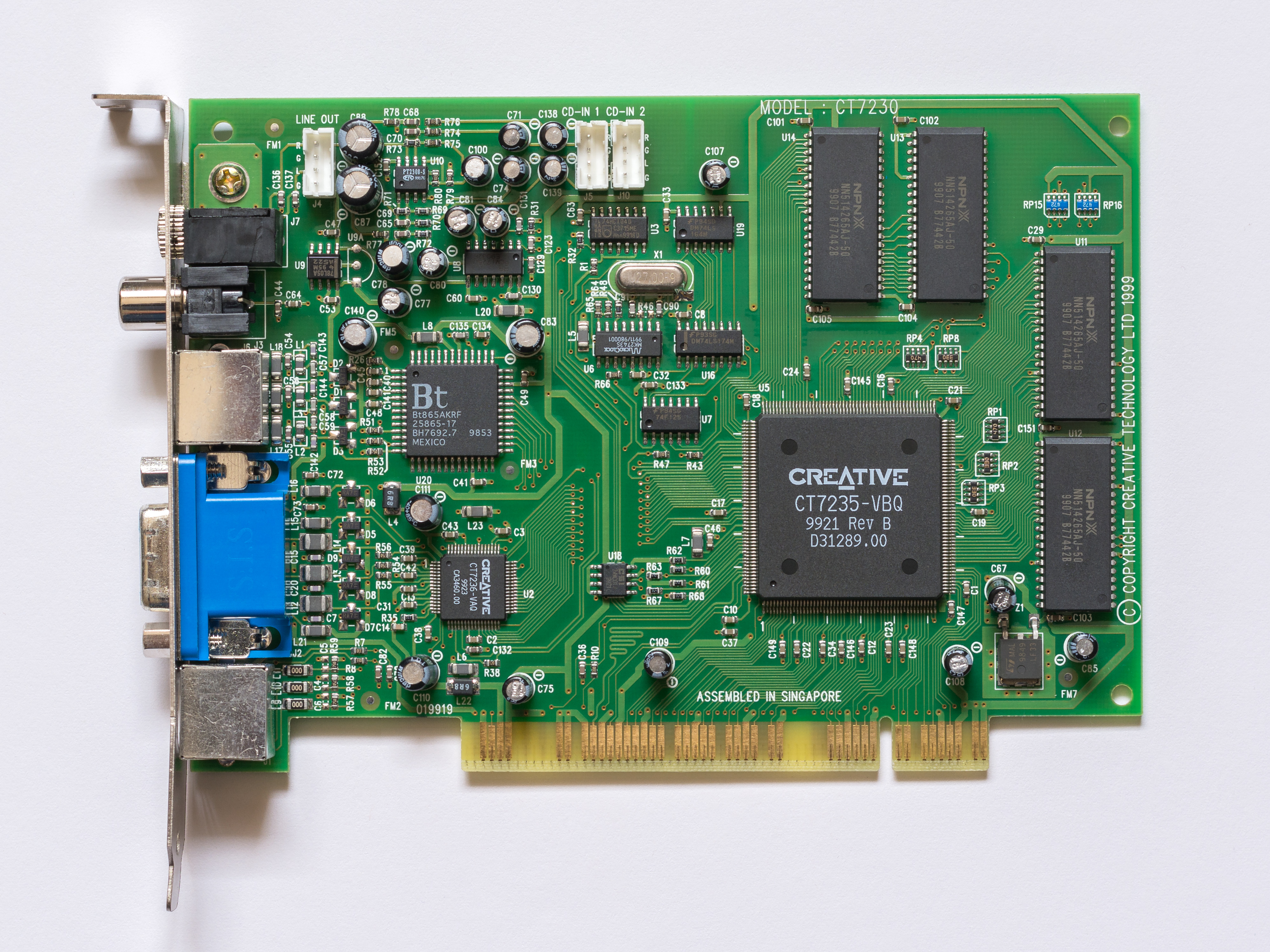
Creative Labs Dxr3 MPEG2 Decoder

### Decodifica software (schede Budget)
Sul mercato sono presenti numerose schede dvb (dal costo inferiore rispetto alle FF) che non hanno funzionalità in hardware di decodifica, ne uscita tv, queste schede sono comunemente chiamate budget. Utilizzando una scheda budget, la decodifica è effettuata via software dalla CPU mentre l'output è demandato alla scheda video che deve avere un'uscita tv nel caso si voglia collegare un apparecchio televisivo.
La modalità software comporta l'installazione e la configurazione di diversi moduli aggiuntivi e librerie:
- Il plugin Softdevice per VDR

In alternativa:
- vdr-xine, su home.vr-web.de. URL consultato il 1º maggio 2006 (archiviato dall'url originale il 26 maggio 2006).
- xineliboutput, su sourceforge.net.

Un'ulteriore possibilità può essere quella di utilizzare una scheda budget accoppiata ad una scheda Dxr3 (o Hollywood-Plus MPEG) che ha a bordo un decoder MPEG:
- Driver Linux per scheda Dxr3, su dxr3.sourceforge.net.
- e plugin Dxr3 per VDR, su sourceforge.net.

Va ricordato che la decodifica software richiede maggiori risorse in termini di CPU, memoria ram, ecc. Attualmente è l'unica via per visualizzare i (pochi) programmi televisivi in alta definizione.